# Lathyrus komarovii
Lathyrus komarovii là một loài thực vật có hoa trong họ Đậu. Loài này được Ohwi miêu tả khoa học đầu tiên.